# Conrad Swan
Sir Conrad Marshall John Fisher Swan (13 maggio 1924 – 12 gennaio 2019) è stato un ufficiale e ufficiale araldico canadese.

## Biografia
Nacque nella Columbia Britannica. Suo padre discendeva da una nobile famiglia polacca, gli Święcicki. Nel 1884 l'intera famiglia emigrò in Canada prendendo il nome di Swan.

## Carriera
Swan dedicato gran parte della sua vita a viaggiare. Avendo deciso di intraprendere una carriera militare, studiando presso la School of Oriental and African Studies. Dopo aver completato gli studi, fu commissionato e nominato al reggimento di Madras. Dopo il suo ritiro dall'esercito indiano, egli tornò direttamente in Canada per prendere un master presso la University of Western Ontario. Durante questo tempo, ha sviluppato un vivo interesse per gli affari del Commonwealth, che lo portò in Gran Bretagna, dove ha acquisito il dottorato dall'Università di Cambridge] nel 1955.
Oltre ai suoi successi educativi, Swan ha sviluppato un'eccezionale carriera araldica. Nel 1962 venne nominato prima Rouge Dragon Pursuivant of Arms in Ordinary e sei anni più tardi divenne York Herald of Arms in Ordinary. In questa carica, era tra il personale nel funerale di stato di Sir Winston Churchill nel 1965, l'Investitura del principe di Galles in 1969, ed era Gentleman Usher-in-Waiting di Giovanni Paolo II durante la sua visita nel Regno Unito nel 1982.
Swan è stato nominato Re d'armi della Giarrettiera nel 1992. Nel 1995 si ritirò, dopo che gli venne diagnosticato un cancro.

## Matrimonio
Nel 1957 sposò Lady Hilda Susan Mary Northcote (23 luglio 1937–4 dicembre 1995), figlia di Henry Northcote, III conte di Iddesleigh e nipote di Marie Belloc Lowndes. Ebbero cinque figli:
- Mary Elizabeth Magdalen Swan (1959)
- Hilda Juliana Mary Swan (1961)
- Catherine Sylveria Mary Swan (1962)
- Andrew Conrad Henry Joseph Swan (1964)
- Anastasia Cecilia Mary Swan (1966)